# 김종규 (법조인)
김종규(1973년 7월 16일 ~ )는 현직 변호사이며 창조한국당의 최고위원이자 사법정의특별위원장이다. 사람희망정책연구소 이사직과 뉴패러다임 인스티튜트 감사직을 겸하고 있으며 서울시 건강가정지원센타, 종교자유정책연구원, 생명나눔실천본부, 경찰청 교육계 등에 자문변호사로 활동하고 있다.

## 같이 보기
- 창조한국당